# María de Mendoza

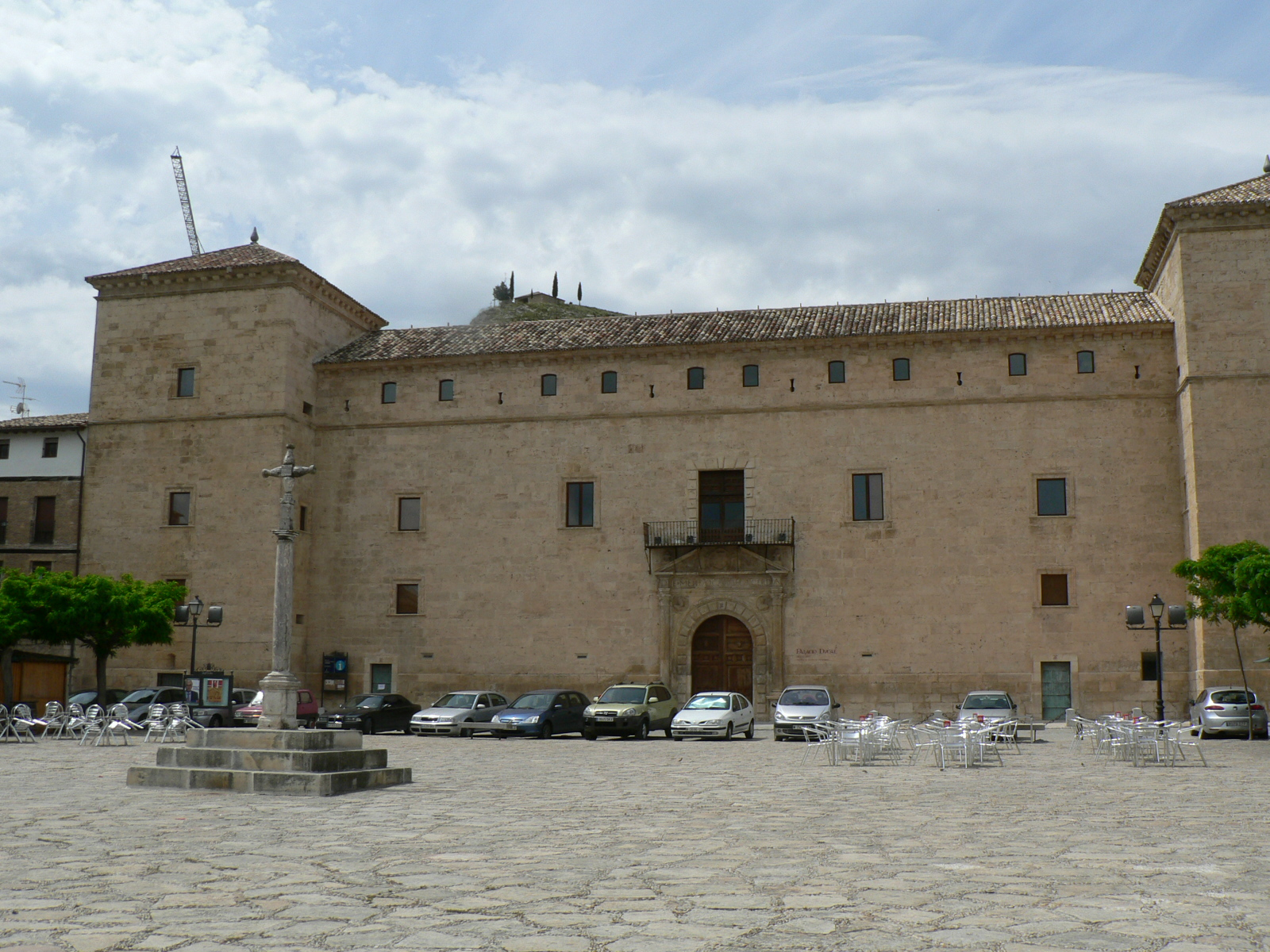
Palacio Ducal de Pastrana,on María de Mendoza es va retirar per donar a llum en secret a María Ana d'Àustria i també, lloc del tancament de la princesa de Éboli.

María de Mendoza (c. 1508 - 11 de febrer de 1581), dama de la infanta Joana d'Àustria, princesa vídua de Portugal. Va ser amant de Don Joan d'Àustria i va donar a llum una filla d'ell María Ana d'Àustria.

## Biografia
Mentre era María de Mendoza dama de la princesa donya Joana d'Àustria, va conèixer a D. Joan d'Àustria, mig germà de la princesa (tots dos eren fills de Carles I). María i Don Joan van començar un breu afer amorós, fins que ella es va quedar embarassada de Don Joan.
Donya María de Mendoza es va retirar de la vida de la cort per no aixecar sospites, amb l'excusa d'estar malalta i feble i així poder donar a llum a la seva filla, a la casa del seu parent, la princesa de Éboli:
- Donya María Ana d'Àustria, abadessa de les Reales Huelgas.

L'endemà passat del part la nena va ser lliurada a Magdalena de Ulloa en el palau de la princesa de Éboli, per ser educada en secret igual que va fer el seu pare, Carlos I, amb Don Joan d'Àustria. A la mort de Don Joan d'Àustria, Felipe II s'assabenta de l'existència de la nena i li dona el cognom Àustria.
Quant a donya María de Mendoza, no va tornar a veure més a Don Joan d'Àustria. Va passar una llarga temporada en Pastrana a casa de la princesa de Éboli, i amb el pretext de la seva salut delicada, es va anar retirant a poc a poc de la cort sense cridar l'atenció de ningú.
És probable que acabés els seus dies en un monestir, podent haver estat una de les grans dames de la noblesa castellana.